# Amakihi de Kauai
L'amakihi de Kauai (Chlorodrepanis stejnegeri) és una espècie d'ocell de la família dels fringíl·lids (Fringillidae).

## Descripció
- Fa una 11 cm de llargària. Bec fosc en forma de falç.
- Mascle de color groc oliva, més clar al cap i parts inferiors.
- Femella similar però menys acolorida.

## Hàbitat i distribució
Boscos de les muntanyes de Kauai, a les illes Hawaii.